# Kim Ji-Seon
Kim Ji-Seon és una física sud-coreana, investigadora i professora del departament de física de l'Imperial College London. Va formar part de l'equip guanyador del Premi Descartes atorgat per la Unió Europea. La seva recerca se centra en la nano-anàlisi de materials electrònics impresos, l'establiment de nous processos d'impressió i el desenvolupament de noves tècniques de caracterització. Ha participat a l'enfortiment dels llaços entre el Regne Unit i Corea, creant associacions estratègiques amb institucions com l'Institut Gwangju de Ciència i Tecnologia.